# Georges Huisman
Georges Maurice Huisman (* 3. Mai 1889 in Valenciennes, Département Nord; † 1957 in Valmondois, Département Seine-et-Oise) war ein französischer Historiker, Kulturfunktionär und Politiker der Parti radical. Er war von 1934 bis 1940 Generaldirektor der schönen Künste (Leiter der französischen Kulturbehörde). In dieser Funktion gehörte er zu den Gründern der Internationalen Filmfestspiele von Cannes, deren Jury er von 1946 bis 1950 vorstand. 

## Leben und Wirken
Georges Huisman war der Sohn des gebürtigen Holländers Hartog Huisman, der im nordfranzösischen Valenciennes als Stoffhändler und später als Weinhandelsvertreter arbeitete, und der Lehrerin Louise Marie Wahl, deren Familie nach dem Deutsch-Französischen Krieg 1870/71 das Elsass verlassen hatte, um Franzosen zu bleiben. Nach dem Schulbesuch an den Lycées Janson-de-Sailly und Louis-le-Grand wurde er 1906 an der École nationale des chartes angenommen. Mit einer preisgekrönten Arbeit über die Rechtsprechung der Stadt Paris in der Zeit von Ludwig IX. bis Karl VII. (13. bis 15. Jahrhundert) erhielt er 1910 das Diplom als Archivar und Paläograph.
Nach weiteren Studien an der Universität Paris (Sorbonne) bestand er 1912 die Agrégation (Staatsprüfung für das höhere Lehramt) in Geschichte und Geographie. Anschließend leistete er Militärdienst. Er gewann 1914 ein Forschungsstipendium der Fondation Thiers, das er jedoch aufgrund des beginnenden Ersten Weltkriegs nicht antreten konnte. Stattdessen diente er bis 1919 als Soldat in der neugegründeten Luftstreitkraft (Aéronautique Militaire), in der er zum Oberleutnant aufstieg und 1917 ins Sekretariat für Militärluftfahrt des Kriegsministeriums abgeordnet wurde.
Ins zivile Leben zurückgekehrt, wurde er Lehrer an der privaten École Alsacienne und später am Collège Sévigné in Paris. Ab 1924 unterrichtete er am Lycée in Douai sowie ab 1925 an den Pariser Lycées Condorcet und Janson-de-Sailly. Von seiner Lehrtätigkeit wurde Huisman 1927 beurlaubt, als ihn Paul Doumer, damals Präsident des französischen Senats, zum Leiter seines Büros (directeur de cabinet) ernannte. Als Inspekteur der Académie (regionalen Bildungsbehörde) von Paris wechselte er 1931 in die Schulverwaltung. Diese Funktion nahm er jedoch kaum wahr, da Doumer im selben Jahr zum Staatspräsidenten gewählt wurde und Huisman zum Generalsekretär des Präsidialamtes im Élysée-Palast berief.
Nach der Ermordung Doumers im Mai 1932 wechselte Huisman zurück auf den Posten des Büroleiters des Senatspräsidenten, was nun Jules Jeanneney war. Daneben war er 1932 von 1940 ehrenamtlicher Bürgermeister der kleinen Gemeinde Valmondois im damaligen Département Seine-et-Oise (35 km nördlich von Paris, heute zum Département Val-d’Oise gehörig). Die Regierung des Premierministers Édouard Daladier ernannte Huisman am 4. Februar 1934 zum Generaldirektor der schönen Künste (directeur général des Beaux-Arts). In dieser Position unterstützte er die Verbreitung des Kinos in Frankreich. Im Auftrag seines Parteikollegen Jean Zay, der in der linken Volksfront-Regierung von 1936 bis 1939 Minister für Bildung und Kunst war, organisierte Huisman 1939 die ersten Internationalen Filmfestspiele von Cannes. Wegen des Beginns des Zweiten Weltkriegs konnten diese aber nicht mehr stattfinden. 
Nach der Besetzung Frankreichs durch die Deutschen ging er mit anderen Regierungsmitgliedern und Abgeordneten am 21. Juni 1940 an Bord des Passagierschiffes Massilia. Die Vichy-Regierung enthob ihn im Juli 1940 seines Amts. Nach seiner Rückkehr nach Marseille lebte er heimlich 18 Monate auf einem Bauernhof in Vaison-la-Romaine nahe Albi. Im Jahre 1942 wurde er von der deutschen Besatzungsmacht verhaftet und durch Intervention des Schriftstellers Roland Dorgelès gerettet. Huismans Entlassung durch das Vichy-Regime wurde nach der Befreiung Frankreichs 1944 rückwirkend aufgehoben. Von 1944 bis 1946 war er erneut Bürgermeister von Valmondois.
Die Nachkriegsregierung schaffte das Amt des Generaldirektors der schönen Künste aber ab. Stattdessen wurde eine Abteilung für Kunst und Literatur im Bildungsministerium geschaffen, mit deren Leitung nicht Huisman, sondern Jacques Jaujard betraut wurde. Huisman wurde stattdessen Ende Dezember 1944 zum Conseiller d’État (Staatsrat) ernannt und behielt diese Position bis zu seinem Lebensende. Als 1946 – mit siebenjähriger Verspätung durch den Krieg – in Cannes die erste Ausgabe der Internationalen Filmfestspiele stattfand, war Huisman Präsident der Jury. Diese leitete er auch bei den folgenden beiden Ausgaben des Festivals 1947 und 1949.

## Familie
Huisman war ab 1920 mit Marcelle (geb. Wogue; 1898–1995) verheiratet, mit der er drei Söhne bekam. Marcelle Huisman war in den 1960er- und 70er-Jahren Vorsitzende der linken, mit der Kommunistischen Partei verbundenen Frauenorganisation Union des femmes françaises (UFF). Der Sohn Jean-Claude (1921–1979) war Filmregisseur; Philippe (1924–1970) war Kunsthistoriker und -kritiker; Denis Huisman (1929–2021) war Philosophieprofessor, Autor auf den Gebieten Ästhetik, Kunstsoziologie und Kommunikationswissenschaft, Produzent von Fernsehsendungen sowie Gründer der Medienhochschule EFAP.

## Schriften (Auswahl)
- Art et esthétique. Melinc, 1923.
- Pour comprendre les monuments de Paris. Hachette, Paris 1925.
- als Hrsg.: Histoire générale de l'art. 4 Bände. Aristide Quillet, Paris 1938.
- mit Marcelle Huisman: Récits et épisodes de la Révolution française. Fernand Nathan, Paris 1962.
- mit Marcelle Huisman: Contes du Moyen-Âge français. Nathan, Paris 1958.